# Engenharia de qualidade

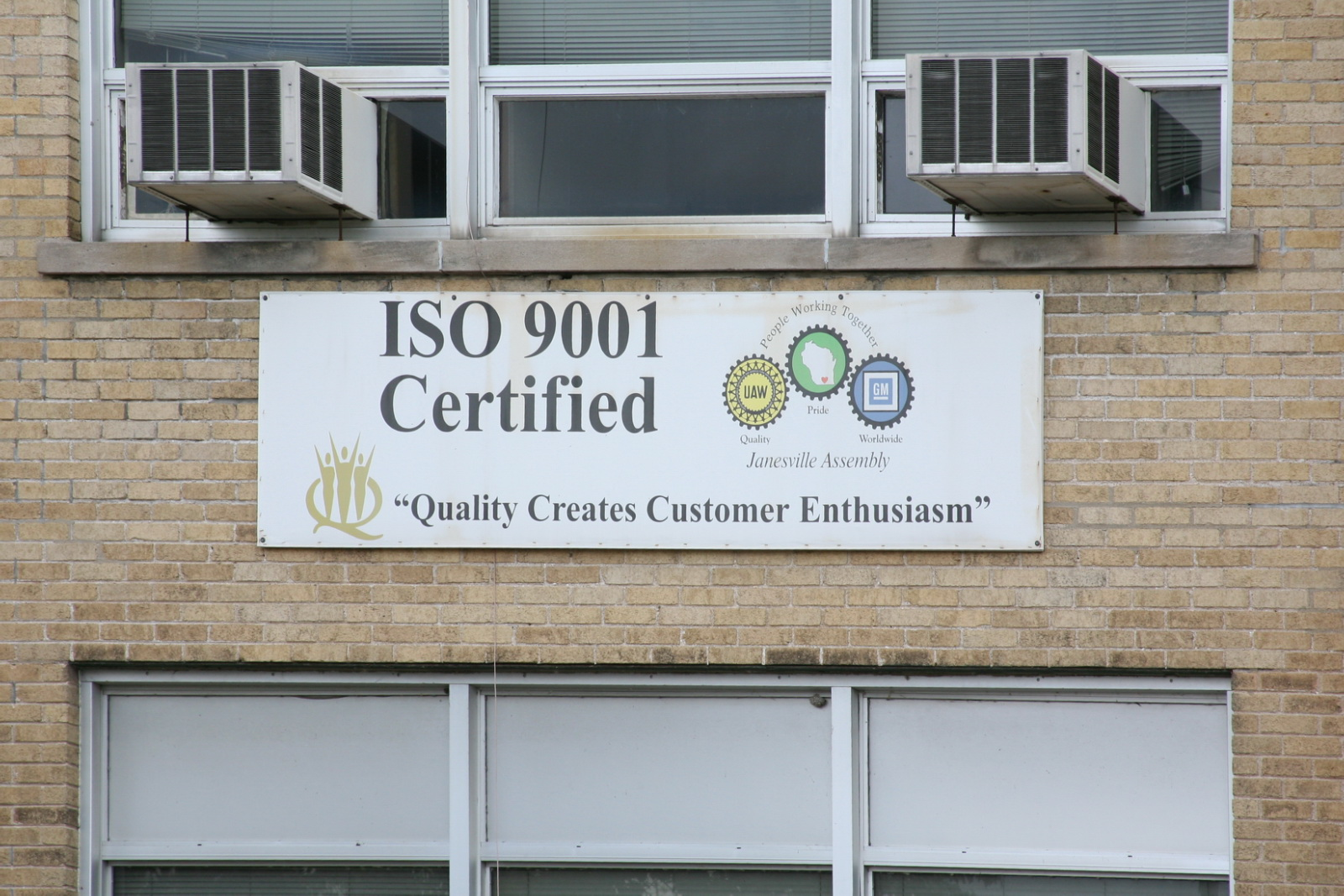
O controle de qualidade serve para assegurar a qualidade de produtos e serviços.

A engenharia de qualidade é uma ciência exata que busca otimizar os resultados das organizações, utilizando ferramentas que irão permitir a análise quantitativa de qualidade e produtividade dos produtos ou serviços.
Desde o início dos tempos, a busca pela qualidade tem sido um traço característico do ser humano. Nas eras mais antigas, construir um machado de boa qualidade era fundamental para a sobrevivência do homem das cavernas. Mais para a frente na história, o conceito de qualidade era atribuído aos artesãos, que quanto mais esmeradamente trabalhavam sua manufatura, mais ficavam famosos e valorizados. Com om advento da Revolução Industrial e a produção em série, a qualidade era inspecionada pelos supervisores de produção. Hoje, num mundo globalizado e cada vez mais competitivo, a busca pelo diferencial de qualidade pode ser determinante para o sucesso ou fracasso de uma empresa.

## Engenheiro de qualidade
Mais comum em fábricas, mas também presente em vários outros setores, um engenheiro de qualidade é alguém com algum conhecimento técnico em engenharia e que lida com as questões do dia a dia de qualidade de produtos dentro da fábrica, com o cliente e com fornecedores.

## Coleta de dados na fábrica
O engenheiro de qualidade decide quais métricas de processos serão monitoradas e como elas serão amostradas, utilizando ferramentas de controle estatístico para processos, tais como gráficos de execução. Os operadores de chão de fábrica irão agir de acordo com os limites estabelecidos através dos gráficos de execução. A ideia é estabilizar o processo antes de fazer rejeições que possam chegar à próxima fase de fabricação ou ao cliente final.

### Trabalhando com outros departamentos
O engenheiro de qualidade trabalha com os engenheiros de projetos para determinar as características chave dos produtos e a melhor forma de medi-los em tempo real na fábrica.  Os problemas dos clientes O engenheiro de qualidade é, muitas vezes, o contato do cliente no que se refere à qualidade e que afeta o chão de fábrica, como ajustes, formas e funções. Ele é responsável pela implementação de ações corretivas e de contenção para corrigir os problemas apontados pelo cliente ainda no chão da fábrica.

### Problemas com fornecedores
O engenheiro de qualidade também é chamado sempre que inspeção constata defeitos no material fornecido. Ele pode, então, trabalhar com a compra e com os engenheiros de qualidade dos fornecedores para chegar à solução do problema no fornecedor, incluindo ações corretivas e de contenção.  Melhora contínua Bem como reagir a problemas, o engenheiro de qualidade está envolvido na redução da variação e eliminação de defeitos usando ferramentas como Six Sigma e Produção Enxuta.

## Treinamento
O engenheiro de qualidade trabalha com a produção para treinar operadores em novos métodos de montagem e novos critérios de testes. Ele também trabalha com os técnicos de qualidade e equipamentos de medidas em laboratórios de qualidade, tais como máquinas de medição de coordenadas.